# 人虫
《人虫》是陈燕民执导的电视剧，2001年出品，共21集，该作品主要讲述的是20世纪90年代一些北京人所发生的故事，该作根据刘一达纪实文学集《人虫儿》进行改编。

## 剧情简介
故事发生在20世纪90年代，在改革开放后，一些各行各业的北京人通过一些方式赚钱。

## 演员表
- 刘威
- 李丁
- 洪宇宙
- 李诚儒
- 王辉
- 于震
- 王佳宁
- 颜丙燕
- 刘金山
- 丛培信
- 澹台仁慧
- 马书良
- 许娣
- 李连义
- 林默予
- 于谦
- 常蓝天
- 翟万臣
- 姚刚

## 相關連結
- 豆瓣电影上《人虫》的資料 （简体中文）